# 哈瓦那综合征
哈瓦那综合症（英語：Havana syndrome）是一系列据称主要由美国政府官员和军事人员在国外遭遇的原因不明的医学症状。这些症状的严重程度从疼痛和耳鸣到认知困难不等，于2016年首次由美国和加拿大驻古巴哈瓦那的大使馆工作人员报告，并因而得名。2017年开始，包括美国情报和军事人员及其家属在内的更多人员在其他地方，如中国、印度新德里、欧洲和华盛顿特区，报告了这些症状。这些症状的成因和真实性仍未确定。2023年年初，美国情报界一份报告指出，哈瓦那综合症不太可能是外国的行动造成的。